# Élections législatives vincentaises de 2010
Les élections législatives vincentaises de 2010 se sont déroulées le 13 décembre 2010 à Saint-Vincent-et-les-Grenadines. Le Parti travailliste uni (gauche) subit un sérieux revers en perdant quatre de ses douze sièges, mais conserve de justesse sa majorité absolue avec huit sièges sur les quinze choisit au suffrage direct à la Chambre d'assemblée vincentaise. Ralph Gonsalves demeure Premier ministre.

## Contexte
L'élection a lieu un peu plus d'un an après un référendum constitutionnel visant à faire adopter une nouvelle constitution portée par le Parti travailliste uni (PTU) au pouvoir et qui visait à abolir la monarchie et à remplacer le Gouverneur général de Saint-Vincent-et-les-Grenadines par un président élu par le parlement, tout en conservant le Premier ministre comme chef du gouvernement et principal détendeur du pouvoir exécutif. Après l'échec du référendum par 57 % des voix contre, le PTU émet le souhait d'élections anticipées, mais le gouverneur général les maintient à la date prévue, au terme du mandat de cinq ans de l'assemblée.

## Système politique et électoral
Saint-Vincent-et-les-Grenadines est un royaume du Commonwealth, un État indépendant dans les Caraïbes ayant conservé la reine Élisabeth II comme chef symbolique et cérémoniel de l'État. Cette dernière est représentée par un gouverneur général choisi par le gouvernement vincentais. C'est une monarchie parlementaire et une démocratie multipartite. 
Son parlement monocaméral, l'assemblée, est composé de 21 à 23 membres élus pour cinq ans, dont 15 représentants au scrutin uninominal majoritaire à un tour dans autant de circonscriptions. Six autres membres, dits sénateurs, sont nommés par le gouverneur général, dont quatre sur proposition de la majorité au pouvoir et les deux autres sur celle de l'opposition. De même, Le président de l'assemblée et le procureur général sont membres de droit s'ils ne sont pas déjà issus des rangs de l'assemblée. Le Premier ministre et ses ministres sont issus de la Chambre d'assemblée, qui contrôle l'exécutif.
Le vote n'est pas obligatoire.

## Calendrier
| Dates            | Étapes                                    |
| ---------------- | ----------------------------------------- |
| 15 novembre 2010 | Dissolution de la huitième assemblée      |
| 26 novembre 2010 | Dépôt des candidatures                    |
| 13 décembre 2010 | Jour du scrutin                           |
| 24 janvier 2011  | Première réunion de la neuvième assemblée |

## Résultats
|                           |                                  |         |       |     |        |               |  |  |  |
| Parti                     | Parti                            | Voix    | %     | +/- | Sièges | +/-           |  |  |  |
|                           | Parti travailliste uni (PTU)     | 32 099  | 51,1  | 4,3 | 8      | 4             |  |  |  |
|                           | Nouveau Parti démocratique (NPD) | 30 568  | 48,7  | 4,1 | 7      | 4             |  |  |  |
|                           | Parti vert (PV)                  | 138     | 0,2   | 0,2 | 0      | en stagnation |  |  |  |
|                           |                                  |         |       |     |        |               |  |  |  |
| Votes valides             | Votes valides                    | 62 805  | 99,70 |     |        |               |  |  |  |
| Votes blancs et invalides | Votes blancs et invalides        | 188     | 0,30  |     |        |               |  |  |  |
| Total                     | Total                            | 62 993  | 100   | –   | 15     | en stagnation |  |  |  |
| Abstentions               | Abstentions                      | 37 370  | 37,23 |     |        |               |  |  |  |
| Inscrits / participation  | Inscrits / participation         | 100 363 | 62,77 |     |        |               |  |  |  |

| Majorité absolue |     |
| ↓                |     |
| 8                | 7   |
| PTU              | NPD |

## Représentants élus
| Circonscription        | Représentant sortant              | Parti | Parti | Représentant élu               | Parti | Parti |
| ---------------------- | --------------------------------- | ----- | ----- | ------------------------------ | ----- | ----- |
| North Windward         | Montgomery Daniel                 |       | PTU   | Montgomery Daniel              |       | PTU   |
| North Central Windward | Ralph Gonsalves                   |       | PTU   | Ralph Gonsalves                |       | PTU   |
| South Central Windward | Selmon Walters                    |       | PTU   | Saboto Caesar                  |       | PTU   |
| South Windward         | Glen Beache                       |       | PTU   | Frederick Stephenson           |       | PTU   |
| Marriaqua              | Girlyn Miguel                     |       | PTU   | Girlyn Miguel                  |       | PTU   |
| East St. George        | Clifton Clayton Fitzroy Burgin    |       | PTU   | Clifton Clayton Fitzroy Burgin |       | PTU   |
| West St. George        | Michael Rayfield Cornelius Browne |       | PTU   | Cecil McKie                    |       | PTU   |
| East Kingstown         | Arnhim Eustace                    |       | NPD   | Arnhim Eustace                 |       | NPD   |
| Central Kingstown      | Conrad Sayers                     |       | PTU   | St. Clair Leacock              |       | NPD   |
| West Kingstown         | Rene Baptiste                     |       | PTU   | Daniel E. Cummings             |       | NPD   |
| South Leeward          | Douglas Slater                    |       | PTU   | Nigel Stephenson               |       | NPD   |
| Central Leeward        | Louis Straker                     |       | PTU   | Maxwell Adolphus Charles       |       | PTU   |
| North Leeward          | Jerrol Thompson                   |       | PTU   | Roland Matthews                |       | NPD   |
| Northern Grenadines    | Godwin Friday                     |       | NPD   | Godwin Friday                  |       | NPD   |
| Southern Grenadines    | Terrance Ollivierre               |       | NPD   | Terrance Ollivierre            |       | NPD   |